# Vedahällen
Vedahällen, med signum U 209 (tidigare nr 83), är en runhäll i orten Veda, Angarns socken och Vallentuna kommun.

## Runhällen
Runhällen är belägen i en skogsbacke och ristningen är utförd på en starkt, sluttande granithäll inom ett 1,8 gånger 0,9 meter stort område vänd mot söder. Runhöjden är 5-9 centimeter. Troligen har en gammal väg passerat nedanför. Skriftens budskap är förutom ett minnesmärke, ett ägobetecknande dokument över en vikingatida gård, som inköptes efter en resa i österled där man förvärvat guld och rikedomar i Gårdarike. Fadern i inskriften, och runornas ristare, Torsten och hans son är utan tvivel samma män som omnämns på U 360.
Hällens ornamentik framvisar en mjukt, böljande runslinga med dubbla öglor och smala utlöpare med korsande flätningar. Dock saknar motivet det traditionella kristna korset. Inskriften lyder enligt nedan:

## Inskriften
Translitterering av runraden:
þurtsain × kiarþi| |if×tiʀ irinmunt × sun sin auk| |kaubti þinsa bu × auk × aflaþi × austr i karþum
Normalisering till runsvenska:
Þorstæinn gærði æftiʀ Ærinmund, sun sinn, ok køypti þennsa by ok aflaði austr i Garðum.
Översättning till nusvenska:
Torsten gjorde (minnesvården) efter Ärnmund, sin son, och köpte denna gård och förvärvade (rikedom) öster ut i Gårdarike.